# 埃格马廷
埃格马廷是德国巴伐利亚州的一个市镇。总面积19.16平方公里，总人口2142人，其中男性1083人，女性1059人（2011年12月31日），人口密度112人/平方公里。